# Antonio Orlando Rodríguez
Antonio Orlando Rodríguez (Ciego de Ávila, 30 de junio de 1956) es un escritor, periodista, crítico e investigador literario cubano. Ganador del Premio Alfaguara de Novela 2008 y del Premio Iberoamericano SM de Literatura Infantil y Juvenil 2022.

## Trayectoria
A los seis años se radicó con su familia en La Habana. Se graduó en periodismo en la Universidad de La Habana. Durante muchos años escribió programas dramatizados para niños y jóvenes en la radio y la televisión de Cuba, al mismo tiempo que desarrollaba su carrera literaria. Se dio a conocer como autor en 1975, al obtener un premio nacional de literatura infantil con su libro Abuelita Milagro. A ese reconocimiento siguieron cinco premios Ismaelillo de literatura infantil, en el Concurso Nacional de la Unión de Escritores y Artistas de Cuba (UNEAC). 
Su primer libro para adultos fue una recopilación de cuentos, Strip-tease, que apareció en 1985; cuatro años después publica Querido Drácula, otra colección de relatos para adultos. 
Salió de Cuba sin problemas en 1991 y se radicó en Costa Rica, donde fue asesor del programa nacional de lectura Un libro, un amigo, realizado por el Ministerio de Cultura, Juventud y Deportes; participó en la creación de la revista de literatura infantil Cuentaquetecuento y coordinó dos importantes proyectos para la Oficina Subregional de Educación de la UNESCO para Centroamérica y Panamá: el Taller Modular de Promoción de Lectura y la edición de la Colección Biblioteca del Promotor de Lectura. El Teatro Universitario de la Universidad de Costa Rica llevó a escena su obra Romerillo en la cabeza, dirigida por Roxana Ávila y estrenada en el Festival Internacional de las Artes de San José, en 1994.
Ese año se mudó a Colombia, donde fue subdirector de la Fundación para el Fomento de la Lectura (Fundalectura) y editó los cuatro primeros números de la Revista Latinoamericana de Literatura Infantil y Juvenil. En Bogotá se vinculó a la compañía Mapa Teatro, participó como asesor dramatúrgico en el laboratorio-taller "Tras las huellas de la tragedia antigua en la ciudad contemporánea" (1994) y en el montaje de la obra Orestea Ex Machina (1995). Para Mapa Teatro escribió El león y la domadora, obra estrenada en 1998 en el Festival Internacional de Teatro de Bogotá, bajo la dirección de Heidi y Rolf Abderhalden. También funda, junto a Beatriz Helena Robledo y Sergio Andricaín, la asociación Taller de Talleres y trabaja como profesor de escritura creativa en posgrados de distintas universidades.
En 1999 se radica en Miami, donde trabaja actualmente como escritor y periodista, colaborando con medios de diversos países y crea la Fundación Cuatrogatos, consagrada a la promoción del libro infantil y juvenil, especialmente de aquella producida en el amplio espacio de la lengua castellana.
Debutó en la novela para adultos en 2002 con Aprendices de brujo, a la que siguió Chiquita, con la que ganó el premio Alfaguara de Novela 2008. Esta obra se inspira en un personaje real: la artista liliputiense Espiridiona Cenda, nacida en 1869 en Matanzas, Cuba, quien de adulta medía solo 66 centímetros de estatura y desarrolló una exitosa carrera como cantante y bailarina en Estados Unidos y distintos países de Europa.
Entre 2008 y 2010 tuvo a su cargo la sección de crítica teatral del periódico El Nuevo Herald.
En 2023 recibe el Premio Iberoamericano SM de Literatura Infantil y Juvenil, un prestigioso galardón destinado a reconocer las mejores trayectorias en el área del libro infantil y juvenil. Establecido en 2005 y de carácter anual, este galardón distingue por primera vez a un escritor cubano. 

## Obras

### Ficción para adultos
- Salchichas vienesas y otras ficciones (Huso Editorial, Madrid, 2016)
- Chiquita (novela; Alfaguara, Madrid, 2008; Punto de Lectura, Madrid, 2009; QuidNovi, Lisboa, 2009; Magvető, Budapest, 2010; Limbakh, San Petersburgo,2020)
- Aprendices de brujo (novela; Alfaguara, Bogotá, 2002; Rayo/HarperCollins, New York, 2005)
- El León y la Domadora (teatro; Taller de Talleres, Bogotá, 1998; Huso Editorial, 2017)
- Querido Drácula (cuentos; Ediciones Unión, La Habana, 1989)
- Strip-tease (cuentos; Letras Cubanas, La Habana, 1985)

### Ficción para niños y jóvenes
- Colección A lomo de cuento (editorial Vista, con Sergio Andricaín, 2020)
- Concierto para escalera y orquesta, cuento, con ilustraciones de la francesa Carol Hénaff; Ediciones Ekaré, Barcelona, 2014
- Rustam el valiente y otras historias (Panamericana, Bogotá, 2012; con Sergio Andricaín)
- El pequeño gran pescador y otras historias (Panamericana, Bogotá, 2012; con Sergio Andricaín)
- Lalla la hermosa y otras historias (Panamericana, Bogotá, 2012; con Sergio Andricaín)
- La joven de los cabellos de oro y otras historias (Panamericana, Bogotá, 2012; con Sergio Andricaín)
- ¡Piratas a la vista! y otras historias (Panamericana, Bogotá, 2012; con Sergio Andricaín)
- Las trenzas de Fiorella (cuento; Panamericana, Bogotá, 2011)
- La Escuela de los Ángeles (cuento; Alfaguara, Bogotá, 2011)
- Cuento del sinsonte olvidadizo (cuento; Ediciones El Naranjo, México D.F., 2010)
- La gata de los pintores (cuento; Panamericana, Bogotá, 2009)
- Hospital de piratas (Panamericana, Bogotá, 2008)
- La maravillosa cámara de Lai-Lai (cuento; Panamericana, Bogotá, 2006)
- ¡Qué extraños son los terrícolas! (cuento, Panamericana, Bogotá, 2006)
- El rock de la momia y otros versos diversos (poesía; Alfaguara, Bogotá, 2005)
- La isla viajera (cuento; Panamericana, Bogotá, 2004)
- Romerillo en la cabeza (teatro; Panamericana, Bogotá, 2006)
- Disfruta tu libertad y otras corazonadas (cuentos; Libresa, Quito, 1999; Salamandra, Sao Paulo, 2003)
- Farfán Rita vs. el profesor Hueso (cuento; Comfamiliar del Atlántico, Barranquilla, 1998)
- Struff (novela; Abril, La Habana, 1996; Educar, Bogotá, 1997)
- Tiquiriquití, Tiquiriquitó (novela; Libresa, Quito, 1996)
- Concierto para escalera y orquesta (cuentos; Edilux, Medellín, 1995)
- El sueño (novela; Artemis-Edinter, Ciudad de Guatemala, 1994)
- Mi bicicleta es un hada y otros secretos por el estilo (poesía; Obando Impresor, San José, Costa Rica, 1993; Rondalera, Caracas, 1997; Panamericana, Bogotá, 2000)
- Los caminantes-camina-caminos (cuentos; La Habana, Gente Nueva, 1992.
- Pues señor, este era un circo (cuentos: Rondalera, Caracas, 1992; Gente Nueva, La Habana, 1998)
- Un elefante en la cristalería (cuentos y poemas; Editora Abril, La Habana, 1991; Edilux, Medellín, 1995)
- Yo, Mónica y el Monstruo (cuento; Ministerio de Cultura de Cuba, 1989; Editorial Colina, Medellín, 1995; Panamericana Editorial, 2010)
- Ciclones y cocuyos (cuento; Gente Nueva, La Habana, 1984)
- Cuentos de cuando La Habana era chiquita (cuentos; Unión, La Habana, 1984)
- Siffig y el Vramontono 45-A (cuento; Gente Nueva, La Habana, 1978)
- Abuelita Milagro (cuentos; Gente Nueva, La Habana, 1977)

### Recopilaciones del folclor para niños
- Adivínalo si puedes (Panamericana, Bogotá, 2003; con Sergio Andricaín)
- El libro de Antón Pirulero (Panamericana, Bogotá, 2003; con Sergio Andricaín)

### Estudios e investigaciones
- Al encuentro del lector (Taller de Talleres, Bogotá, 1998; con Beatriz Helena Robledo)
- Por una escuela que lea y escriba (Taller de Talleres, Bogotá, 1998; con Beatriz Helena Robledo)
- Formación de valores desde la literatura infantil (Taller de Talleres, Bogotá, 1998)
- Escuela y poesía. ¿Y qué hago con el poema? (Bogotá, Magisterio, 1997; Lugar Editorial, Buenos Aires, 2003)
- Literatura infantil en América Latina (Unesco, San José, Costa Rica, 1993)
- Panorama histórico de la literatura infantil en América Latina y el Caribe (Cerlalc, Bogotá, 1994)
- Puertas a la lectura (Ministerio de Cultura, Juventud y Deportes / Unesco, San José, Costa Rica, 1993; Magisterio, Bogotá, 1995; con Sergio Andricaín y Flora Marín de Sasá)

### Antologías
- Cuentos de esto y de lo otro (Unesco, San José, Costa Rica, 1993; con Sergio Andricaín y Flora Marín de Sasá)
- Versos para colorear el mundo (Unesco, San José, Costa Rica, 1993; con Sergio Andricaín y Flora Marín de Sasá)
- Ese universo llamado lectura (Unesco, San José, Costa Rica, 1993; con Sergio Andricaín y Flora Marín de Sasá)
- Naranja dulce, limón partido (Unesco, San José, Costa Rica, 1993; con Sergio Andricaín y Flora Marín de Sasá)
- Antología de la narrativa infantil cubana (Gente Nueva, La Habana, 1996)
- Esta era una vez y dos más son tres. Cuentos infantiles de la América Latina y el Caribe (Gente Nueva, La Habana, 1992)
- En un camino encontré. Cuentos infantiles cubanos (Editora Abril, La Habana, 1989)[4]

## Premios y reconocimientos
- 2020: Premio de Literatura Infantil y Juvenil Campoy-Ada 2020 a los libros de imágenes que combinan ficción y no ficción.[5]
- 2010: Seleccionado entre los 100 latinos más sobresalientes de Miami
- 2009: Florida Book Awards 2008, en Estados Unidos, por Chiquita, en la categoría de Mejor Libro en Español.[6]
- 2008: Premio Alfaguara de Novela  por Chiquita[7]
- 1998: Premio Nacional de Cuento Infantil Comfamiliar del Atlántico, Colombia, por Farfán, Rita Vs. El profesor Hueso.
- 1993: Premio Internacional de Novela para Niños Artemis-Edinter, Guatemala, por El Sueño.
- 1991: Premio Nacional de Literatura Infantil Ismaelillo, de la Unión de Escritores y Artistas de Cuba, por Un elefante en la cristalería.
- 1987: Premio Nacional de Literatura Infantil Ismaelillo, de la Unión de Escritores y Artistas de Cuba, por Mi bicicleta es un hada y otros secretos por el estilo.
- 1986: Premio Nacional de Literatura Infantil La Edad de Oro, del Ministerio de Cultura de Cuba, por Pues señor, este era un circo.
- 1984: Premio Nacional de Literatura Infantil Ismaelillo, de la Unión de Escritores y Artistas de Cuba, por El Sueño.
- 1979: Premio Nacional de Literatura Infantil Ismaelillo, de la Unión de Escritores y Artistas de Cuba, por Cuentos de cuando La Habana era Chiquita.
- 1976: Premio Nacional de Literatura Infantil Ismaelillo, de la Unión de Escritores y Artistas de Cuba, por Siffig y el Vramontono 45-A.
- 1975: Premio Concurso Nacional 26 de Julio, Cuba, por Abuelita Milagro.